# Prehistorische sites van de Khorramabadvallei
De Prehistorische sites van de Khorramabadvallei betreffen grotten en een rotsformatie in de provincie Lorestan in het westen van Iran, in de vallei heden gedomineerd door de naamgevende stad Khorramabad.
De prehistorische vindplaatsen van de Khorramabadvallei omvatten vijf grotten en een schuilplaats in de rotsen in een smalle ecologische corridor die rijk is aan water, flora en fauna. Menselijke bewoning gaat 63.000 jaar terug, met bewijs uit het Midden- tot Laatpaleolithicum. Deze sites onthullen Moustérien- en Baradostianculturen en bieden inzicht in de vroege menselijke evolutie en migratie van Afrika naar Eurazië. Artefacten zoals decoratieve voorwerpen en geavanceerde stenen werktuigen benadrukken de cognitieve en technologische ontwikkeling van de vroege mens in het Zagrosgebergte. Het gebied blijft onderbelicht en heeft een aanzienlijk potentieel voor toekomstige archeologische ontdekkingen.
De zes sites met omliggende bufferzones, voor een totale oppervlakte van 7.422,74 hectare, werd in juli 2025 tijdens de 47e sessie van de Commissie voor het Werelderfgoed in Parijs erkend als UNESCO cultureel werelderfgoed en onder de titel "Prehistorische sites van de Khorramabadvallei" aan de werelderfgoedlijst toegevoegd.

## Erkende sites
| ID       | Naam & Locatie           | Coördinaten                    | Beschermde oppervlakte | Oppervlakte bufferzone |
| -------- | ------------------------ | ------------------------------ | ---------------------- | ---------------------- |
| 1744-001 | Kaldar-grot              | 33° 33′ 26″ NB, 48° 17′ 33″ OL | 83,3 ha                | 4.973,01 ha            |
| 1744-002 | Ghamari-grot             | 33° 29′ 32″ NB, 48° 20′ 44″ OL | 38,3 ha                | 4.973,01 ha            |
| 1744-003 | Gilvaran-grot            | 33° 28′ NB, 48° 19′ OL         | 5,59 ha                | 4.973,01 ha            |
| 1744-004 | Yafteh-grot              | 33° 30′ 30″ NB, 48° 12′ 41″ OL | 252,65 ha              | 1.826,79 ha            |
| 1744-005 | Kunji-grot               | 33° 26′ 33″ NB, 48° 21′ 24″ OL | 11,39 ha               | 185,34 ha              |
| 1744-006 | Gar Arjeneh rotsformatie | 33° 26′ 31″ NB, 48° 20′ 22″ OL | 3,23 ha                | 43,14 ha               |